# Like a Dragon: Ishin!
Ryu Ga Gotoku: Ishin! (яп. 龍が如く 維新! Рю: Га Готоку Исин!, «Подобный дракону: Восстановление!») — приключенческая видеоигра, разработанная Ryu Ga Gotoku Studio и изданная Sega для PlayStation 3 и PlayStation 4. Это ответвление серии Like a Dragon. Она была выпущена в феврале 2014 года исключительно в Японии. На PlayStation 4 Ishin! стала одной из игр стартовой линейки для консоли в этом регионе.
Действие игры происходит в хаотичный период Бакумацу (1853—1867гг.) позднего периода Эдо. Игроки берут на себя роль Сакамото Рёмы, который страдает от противоречивого давления, неуверенности в себе и своей роли в обществе. Оказавшись в центре государственного переворота в Тоса и стремясь найти убийцу своего наставника, Рёма скрывается на улицах Киото и вступает в ряды Синсунгуми.
Несмотря, что это второй спин-офф серии Like a Dragon, действие которого происходит в эпоху самураев, а не в современной Японии, эта игра не связана с Ryū ga Gotoku Kenzan!, которая была выпущена в 2008 году на PlayStation 3. Действие Kenzan! происходит за два века до Ishin!, поэтому сюжеты не связаны друг с другом. Каждая игра фокусируется на разных персонажах и исторических личностях: Миямото Мусаси (1584—1645гг.) и Сакамото Рёмы (1836—1867гг.) соответственно.

## Игровой процесс
В Ishin! используется боевая система, заметно напоминающая её предшественницу, Yakuza 5. Игроки управляют единственным играбельным персонажем, Сакамото Рёмой, и имеют доступ к четырем боевым стилям: Swordsman (основное оружие — катана), Gunman (пистолеты), Brawler (рукопашный бой, более похожий на традиционный для серии стиль боя) и Wild Dancer (комбинация катаны и пистолета). В игре введена новая система — Добродетель, которую можно получить выполняя побочные задания, сюжетные события, получая Completion Points и другие задания. Очки добродетели можно обменять на способности. В игре представлены новые типы побочных заданий, крупнейшими из которых являются Battle Dungeon, режим исследования подземелий, в котором используются карты специальных способностей (также известные как Trooper Cards), и Another Life, побочная история, в которой Рёма должен расплатиться с долгами Харуки, девушки, влезшей в долги из-за болезни. Среди прочих мини-игр в игре есть и такие, как азартные игры, караоке, боевая арена.

## Сюжет

### Сеттинг и персонажи
Действие Like a Dragon: Ishin! происходит в 1860-х годах в Японии в эпоху Бакумацу в конце периода Эдо. После прибытия западных кораблей Япония впадает в смятение, что подстегивает империалистические идеалы Исин Сиси, которые хотят перестроить нацию вокруг императора, свергнув Бакуфу и изгнав иностранцев. В игре представлен открытый мир, сосредоточенный на могущественном феодальном владении и городе-замке на востоке Японии, Тоса, и столице Японии того времени, Киото. Киото разделен на несколько ключевых районов: гостеприимный район Фусими, район красных фонарей Гион, шумный Ракунай, пустынный Ракугай и опасный Мукурогай. Штаб-квартира Синсэнгуми, печально известной полиции, организованной бакуфу, находится в Киото, где и проходит большая часть игры.
В Ishin! представлен ансамблевый актерский состав, большинство из которых в незначительной степени основаны на реальных японских исторических личностях. Внешность персонажей в значительной степени адаптирована в виде различных существующих персонажей франшизы Like a Dragon. Главный герой игры — Сакамото Рёма (Такая Курода), обесчещенный ронин из Тоса, который хочет отомстить за своего убитого приемного отца Ёсида Тоё (Уншо Исидзука). Сбежав в Киото в качестве главного подозреваемого в убийстве, Сакамото вступает в Синсэнгуми под псевдонимом Сайто Хадзимэ, чтобы выследить убийцу Ёсиды. Среди членов Шинсенгуми выделяются: Командир Кондо Исами (Эйитиро Фунакоси/Акио Оцука), заместитель командира Хидзиката Тосидзо (Накамура Сидо II), военный советник Ито Каситаро (Джордж Такахаси/Хитоси Одзава), капитаны отрядов: Окита Содзи (Хиденари Угаки), Нагакура Синпачи (Рикия Кояма), Яманами Кейсуке (Тайчи Сетогава/Тору Ōкава), Мацубара Чудзи (Хироки Тоти), Такэда Канрюсай (Шун Сугата/Рики Такеучи), Иноуэ Гензабуро (Шунсуке Сакуя), Тани Сандзюро (Кэндзи Хамада/Масанори Такеда), Тодо Хейсуке (Шунсуке Дайто/Нобухико Окамото), Судзуки Микисабуро (Рёта Такеучи/Аюми Танида) и Харада Саносуке (Хироки Ясумото), и офицер разведки Ямадзаки Сусуму (Нобутоси Канна/Юити Накамура).
Главный антагонист Ishin! — Такечи Ханпейта (Кацунори Такахаси/Хидео Накано), приемный брат Сакамото, который после смерти Ёсиды возглавил лоялистскую партию Тоса. Такечи поддерживает Окада Идзо (Кадзухиро Накая), печально известный убийца, которого послали убить Ёсиду. Среди других заметных персонажей этой истории: Кацура Когоро (Коити Ямадера), лидер лоялистской партии Чошу и член Исин Сиси, который часто использует псевдоним Ниибори Мацусуке; Сайго Кичиносуке (Масами Ивасаки), главнокомандующий армией владений Сацума; Накаока Синтаро (Кадзухиро Ямадзи), самурай из Тоса, расследующий дело о смерти Ёсиды; Отосэ (Роми Парк), владелица гостиницы Терадая, в которой Сакамото останавливается во время своего пребывания в Киото; Нарасаки Орё (Нанами Сакураба/Манами Сугихара), молодая женщина, работающая в гостинице Терадая в качестве ученицы Отосэ; Ямаучи Ёдо (Хироаки Ёсида), безжалостный даймё владений Тоса; Сасаки Тадасабуро (Ринтаро Ниси), командующий сёгунатной полицией Мимаваригуми; Кацу Ринтаро (Кеню Хориучи/Косуке Ториуми), министр военно-морского флота сёгуната Токугава; Икумацу (Ая Хирано), любовница Кацуры и гейша, которая работает шпионом в партии лоялистов Чошу; Банщик Саи (Йошиаки Фудзивара), влиятельный бандит Кё, который действует как информационный брокер; и Токугава Ёсинобу (Сатоси Токушиге), 15-й сёгун клана Токугава. Также в игре присутствует Харука (Риэ Кугимия), молодая девушка-сирота, которую приютил Сакамото; этот персонаж является прямым аналогом Харуки Савамуры, одной из главной героинь серии.

### Завязка
В 1866 году, закончив обучение фехтованию в Эдо, Сакамото Рёма возвращается в свой родной город Тоса. После потасовки с дзёси — высшим самурайским сословием Японии — Сакамото заключают в тюрьму и собираются казнить, но в последний момент его спасает приемный отец, Ёсида Тоё. Ёсида, который является государственным судьей, стремится положить конец жесткой социально-классовой системе в Тоса и просит Сакамото помочь ему в этом деле. Позже Сакамото встречается со своим приемным братом Такэти Ханпэйта, который вербует его в партию лоялистов Тосы, чтобы помочь ему и Ёсиде. Сакамото, Такэти и Ёсида встречаются в замке Коти, где обсуждают план захвата замка и переговоров с министрами. Однако появляется таинственный нападающий, смертельно ранит Ёсиду и сбегает, победив Сакамото и Такэти в бою. Сакамото бежит из плена, поклявшись вернуться в Тоса и доказать свою невиновность, как только поймает нападавшего.
Год спустя Сакамото поселяется в Киото под псевдонимом Сайто Хадзимэ. Он бродит по нескольким известным додзё, выпытывая информацию о Теннен Ришин, боевом стиле, который использовал нападавший Ёсиды, хотя ему не удалось узнать ничего стоящего. После столкновения с синсенгуми Сакамото встречает человека под псевдонимом Ниибори Мацусуке, который указывает ему на Банщика Сая, печально известного торговца информацией, у которого могут быть сведения о пользователе Тэннен Ришин.

## Разработка и релиз

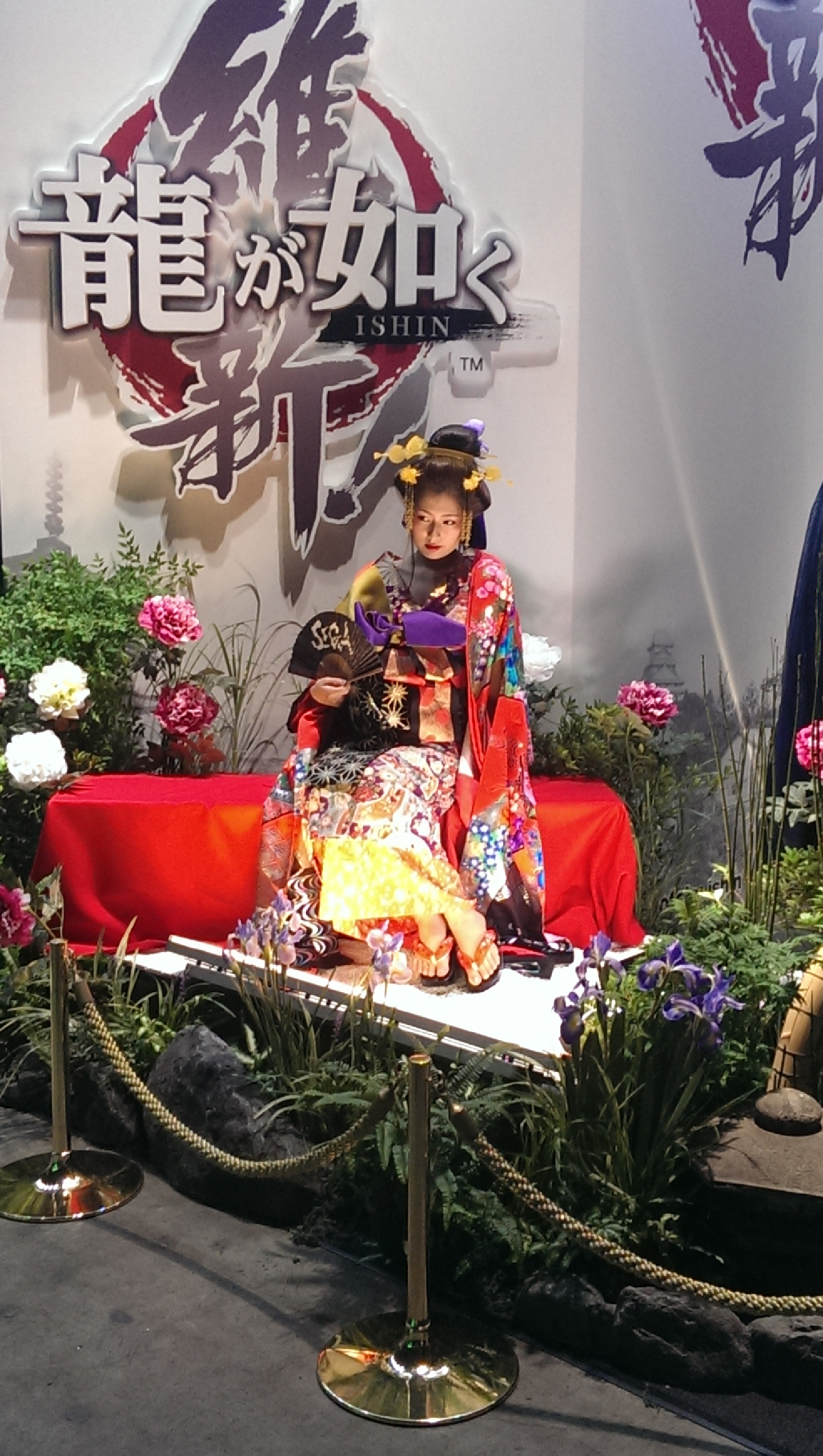
Стенд игры на TGS 2013

13 февраля 2014 года в японском PlayStation Store была доступна для загрузки демоверсия размером 2,4 ГБ.
13 февраля 2014 года «бесплатное приложение для PlayStation Vita» размером 2,6 Гб стало доступно для загрузки в японском PlayStation Store.
22 февраля 2014 года в японском PlayStation Store стало доступно DLC под названием «Digest Narration Voice» (ダイジェストナレーションボイス) по цене ¥300.

## Оценки и мнения
Ryū ga Gotoku Ishin! была продана в количестве 138 158 копий на PS3 и 82 540 копий на PS4, что в общей сложности составило 220 698 копий за первые два дня продаж. По состоянию на 31 марта 2014 года было продано 390 000 копий игры. Оригинальная игра Ishin! получила почти идеальные оценки 38/40 и 39/40 на PlayStation 3 и PlayStation 4 соответственно от Famitsu.

## Ремейк
Like a Dragon: Ishin! — ремейк игры.
Анонсирован 14 сентября 2022 года с датой выхода 21 февраля 2023 года на платформы PlayStation 4, PlayStation 5, Windows, Xbox One и Xbox Series X/S. На решение о переиздании Ishin! на современные платформы повлиял успех игры Ghost of Tsushima, в которой также использовался исторический самурайский сеттинг.
Ремейк сохранил большую часть геймплея оригинальной игры, за исключением новых Trooper Cards, которые теперь можно использовать по желанию в обычном бою. Некоторые встречи с врагами также скорректированы путём наделения врагов-боссов особыми способностями. Кроме того, несколько персонажей игры будут переозвучены новыми актерами, которые ранее исполняли роли других персонажей в основных играх, в частности в Yakuza 0, Yakuza 6: The Song of Life и Yakuza: Like a Dragon. Помимо текстовой локализации на английский язык, был добавлен перевод ещё на 7 языков.
В январе 2023 года Sega объявила о выпуске комплекта загружаемого контента для Ishin! под названием «Elite General Trooper Cards», который содержит шесть Trooper Cards, основанных на некоторых знаменитостях, включая рестлера Кенни Омегу, актёра Рахула Коли и витубера Nyatasha Nyanners. 16 февраля 2023 года в официальном Твиттере компании было объявлено о выходе демоверсии игры для PlayStation 5, Xbox Series X/S и Steam.

### Оценки и мнения
| Сводный рейтинг       | Сводный рейтинг                        |
| Агрегатор             | Оценка                                 |
| --------------------- | -------------------------------------- |
| Metacritic            | (PC) 79/100 (PS5) 82/100 (XSXS) 80/100 |
| Иноязычные издания    |                                        |
| Издание               | Оценка                                 |
| Destructoid           | 8/10                                   |
| Edge                  | 7/10                                   |
| Game Informer         | 8,25/10                                |
| GameSpot              | 8/10                                   |
| IGN                   | 7/10                                   |
| PC Gamer (US)         | 78/100                                 |
| Push Square           | 8/10                                   |
| Shacknews             | 8/10                                   |
| VG247                 | [ 27 ]                                 |
| Русскоязычные издания |                                        |
| Издание               | Оценка                                 |
| StopGame.ru           | «Похвально»                            |

Like a Dragon: Ishin! получила «в целом положительные отзывы», согласно агрегатору Metacritic.